# Mick Davis
Mick Davis est un réalisateur et scénariste britannique né le 1er août 1961.

## Filmographie

### Comme réalisateur
- 1999 : Le Match du siècle (The Match)
- 2004 : Modigliani
- 2023 : Walden

### Comme scénariste
- 1996 : The Vampyre Wars de Hugh Parks
- 1997 : Love in Paris d'Anne Goursaud
- 1999 : Le Match du siècle (The Match) de lui-même
- 2007 : Invisible (The Invisible) de David S. Goyer
- 2023 : Walden de lui-même